# 福島重雄
福島 重雄（ふくしま しげお、1930年8月1日 - 2025年2月8日）は、日本の裁判官、公証人、弁護士。富山弁護士会所属。自衛隊違憲判決を初めて下した判事である。海軍兵学校、京都大学法学部出身。

## 経歴
富山市出身。旧制富山中学を経て、1945年（昭和20年）海軍兵学校入学（78期）、306分隊に所属。終戦後、1953年（昭和28年）京都大学法学部卒業。裁判所書記官を務めながら司法試験に合格。
1959年（昭和34年）、第11期司法修習修了。1969年（昭和44年）、判事。1969年（昭和44年）9月14日、札幌地方裁判所で長沼ナイキ訴訟を裁判長として担当していた福島に対し、当時札幌地裁所長であった平賀健太が、原告の申立を却下するよう示唆した書簡を渡す（平賀書簡問題）。
1970年（昭和45年）4月18日、青年法律家協会所属を理由に忌避申立てをうける（同年7月10日札幌高裁により却下）。1970年（昭和45年）10月19日、裁判官訴追委員会、平賀書簡問題をめぐり、訴追請求されていた処分について、訴追猶予の決定。1973年（昭和48年）9月7日、長沼ナイキ訴訟一審判決で、自衛隊に違憲判決。以降、東京地方裁判所手形部、福島家庭裁判所、福井家庭裁判所と異動したが裁判長を務めることはなく、1989年（平成元年）8月31日に定年を前に退官。70歳の定年まで公証人を務めた後、晩年まで富山市で弁護士として活動した。
2025年2月8日の朝、肺炎のため富山市内の病院で死去した。94歳没。

## 著書
- 2009年4月 福島重雄、水島朝穂、大出良知（共著）『長沼事件 平賀書簡　35年目の証言 自衛隊違憲判決と司法の危機』日本評論社、ISBN 978-4535516410

## メディア
- 「NNNドキュメント09 法服の枷」（2009年9月14日、日本テレビ系列）